# Tanguy Roche
Tanguy Roche (* 15. April 1984 in Moûtiers) ist ein französischer Biathlet.
Tanguy Roche lebt in La Ravoire und startet für CS La Féclaz. Seit 2000 betreibt er Biathlon und gehört seit 2004 zum Nationalkader Frankreichs. Seinen internationalen Einstand gab Roche 2003 im Rahmen von Junioren-Europacup-Rennen in Forni Avoltri. Erstes Großereignis wurden die Junioren-Europameisterschaften 2003 in Kościelisko. Dort wurde ein 12. Rang im Einzel bestes Ergebnis, auch in den anderen Rennen kam er unter die Besten 20. In der Saison 2003/04 erreichte der Franzose in Méribel als Drittplatzierter sein bestes Ergebnis im Junioren-Weltcup. Nur einmal, 2005 mit der Staffel in Ridnaun, konnte er als Sieger ein besseres Ergebnis erreichen. Im selben Jahr trat er auch zum zweiten Mal bei einer Junioren-WM an. In Kontiolahti gewann er hinter Deutschland Silber mit der Staffel, zu der auch Vincent Porret, Vincent Jay und Simon Fourcade gehörten. Auch in den Einzelrennen konnte er sich erneut unter den Besten 20 platzieren.
Zur Saison 2005/06 wechselte Roche zu den Senioren und debütierte mit Rang 18 im Einzel von Obertilliach im Biathlon-Europacup. Bestes Resultat der Saison war der Sieg im Sprintrennen von Martell. Erst 2008 konnte er als Drittplatzierter in Cesana San Sicario erneut als Drittplatzierter auf das Podest laufen. In einem halben Dutzend weiterer Rennen erreichte Roche Top-Ten-Ergebnisse.
Seine Premiere im Biathlon-Weltcup gab Tanguy Roche 2010 am Holmenkollen. Nachdem er im Sprint Platz 59 belegte, steigerte sich Roche im Verfolgungsrennen und gewann auf Rang 36 seine ersten Punkte im Weltcup.

## Biathlon-Weltcup-Platzierungen
Die Tabelle zeigt alle Platzierungen (je nach Austragungsjahr einschließlich Olympische Spiele und Weltmeisterschaften).
- 1.–3. Platz: Anzahl der Podiumsplatzierungen
- Top 10: Anzahl der Platzierungen unter den ersten zehn (einschließlich Podium)
- Punkteränge: Anzahl der Platzierungen innerhalb der Punkteränge (einschließlich Podium und Top 10)
- Starts: Anzahl gelaufener Rennen in der jeweiligen Disziplin

| Platzierung                      | Einzel | Sprint | Verfolgung | Massenstart | Staffel | Gesamt |
| -------------------------------- | ------ | ------ | ---------- | ----------- | ------- | ------ |
| 1. Platz                         |        |        |            |             |         |        |
| 2. Platz                         |        |        |            |             |         |        |
| 3. Platz                         |        |        |            |             |         |        |
| Top 10                           |        |        |            |             |         |        |
| Punkteränge                      |        |        | 1          |             |         | 1      |
| Starts                           |        | 1      | 1          |             |         | 2      |
| Stand: nach der Saison 2009/2010 |        |        |            |             |         |        |